# Hans Schumacher (Germanist)
Hans Walter Eugen Schumacher (* 23. Juni 1931 in Elbing; † 15. Juli 2017 in Berlin), bekannt als Hans W. Schumacher, war ein deutscher Germanist, Literaturwissenschaftler und Hochschullehrer. Er war außerdem Herausgeber, Autor und Übersetzer.

## Leben
Aufgewachsen in Düren und Koblenz, legte er 1951 in Koblenz das Abitur ab. 1947 erkrankte er an Polio, die bei ihm eine Dauerschädigung hinterließ. 1952 erwarb er ein staatliches Übersetzerdiplom für Französisch in Heidelberg, anschließend studierte er dort Germanistik, Philosophie und Geschichte.
Er promovierte 1958 bei Paul Böckmann über die aphoristische Sprache und den Essay bei Ernst Jünger mit einer nur maschinenschriftlich vorliegenden Dissertation (2014 in digitaler Form wiederveröffentlicht).
Anschließend arbeitete er bis 1962 als DAAD-Lektor an der Universität Bristol und an der École nationale d’agriculture in Grignon bei Paris. 1962 heiratete Schumacher und gründete eine Familie; bis 1965 war er Dozent am Goethe-Institut in Iserlohn und Boppard.
Im Jahr 1966 wurde er wissenschaftlicher Assistent bei Wilhelm Emrich am Germanischen Seminar der Freien Universität Berlin und war Lehrbeauftragter für Deutsch als Fremdsprache. 1969 bis 1971 dort Akademischer Rat, ab 1971 Professor für Neuere Deutsche Literatur.
Als Hochschullehrer hielt er Pro- und Hauptseminare zu Themen der Romantik (Kunstmärchen, Dichtungstheorie, Briefe), zu Mythos und Kult des Dionysischen in der Dichtung des 20. Jahrhunderts, zu Dramen des Expressionismus, Novellenzyklen der Goethe-Zeit, zur Phantastischen Literatur und zum Kriminalroman.
1981 bis 1991 war er Herausgeber der „Berliner Beiträge zur neueren deutschen Literaturgeschichte“ im Peter-Lang-Verlag und 1991 Mitherausgeber der Zeitschrift „Metaphorein“ in Neapel.
In seinem Ruhestand ab 1991 arbeitete er mit Brunhilde Wehinger (Potsdam) sowie Jürgen Overhoff (Münster) zusammen. Er übersetzte die Gedichte und philosophischen Schriften Friedrichs des Großen für die Potsdamer Werkausgabe im Gedenkjahr 2012, sowie die Reisebeschreibungen Charles-Louis de Montesquieus in Deutschland (2014).
Ein wichtiger Schwerpunkt seiner Arbeit war der 1976 von ihm gegründete Literarische Arbeitskreis am Germanischen Seminar der FU Berlin, der bis Mitte der neunziger Jahre bestand. Bis 1989 wurden unter dem Titel „Erfahrungen“ sechs Anthologien mit ca. 50 Autoren veröffentlicht, darunter Ernest Wichner, Sabine Techel, Hans-Ulrich Treichel, Michael Speier und Mitch Cohen. Schumacher veröffentlichte innerhalb der Anthologien eigene Kurzgeschichten. Im Ruhestand schrieb er Kriminalromane und einen Aphorismenband, veröffentlicht bei neobooks.

## Werk
Beeinflusst durch die Philosophie seiner Zeit, den Existentialismus, Nietzsche und die Wissenschaftstheorie Karl Poppers, wandte er sich den offenen Formen Aphorismus und Essayistik zu. Schumacher versuchte in seiner Dissertation über Ernst Jünger dessen essayistische Denkweise aufzuzeigen. Später fand er italienische Fachkollegen, die sich ebenfalls mit dieser Thematik auseinandersetzten, und entdeckte in einem italienischen Freund Friedrichs II., Francesco Algarotti, einen Geistesverwandten.
Ein weiteres Feld erschloss sich ihm unter dem Einfluss von Carl Gustav Jung und Gaston Bachelard: der Mythos. Als Skeptiker, der die Problematik der „entgötterten Welt der Moderne“ sah, ging Schumacher ausgehend von der Tragödie mythischen Motiven in moderner Literatur, z. B. des Expressionismus, aber auch im Kriminalroman nach. Er stieß verschiedene Dissertationen zu diesem Thema an.
Sehr wichtig war ihm die Zusammenarbeit mit italienischen Kollegen wie Giulia Cantarutti, Elena Agazzi, Valentina Ciancio, Luca Farulli, Gian Franco Frigo, Ferrucio Masini, Gino Ruozzi, Anna Salvadè, William Spaggiari und Margharita Versari. Letztere übersetzte auch sein Buch „Narziß an der Quelle“ zum romantischen Kunstmärchen ins Italienische. Seine Forschungen und Übersetzungen zu Algarotti stießen eine Renaissance des Autors in Italien und Deutschland an.